# Colonia Agrícola Rincón de las Flores
Colonia Agrícola Rincón de las Flores är en ort i Mexiko.   Den ligger i kommunen Tezonapa och delstaten Veracruz, i den sydöstra delen av landet, 250 km öster om huvudstaden Mexico City. Colonia Agrícola Rincón de las Flores ligger 1 034 meter över havet och antalet invånare är 691.
Terrängen runt Colonia Agrícola Rincón de las Flores är kuperad österut, men västerut är den bergig. Runt Colonia Agrícola Rincón de las Flores är det ganska tätbefolkat, med 100 invånare per kvadratkilometer. Närmaste större samhälle är Cuichapa, 6,4 km norr om Colonia Agrícola Rincón de las Flores. I omgivningarna runt Colonia Agrícola Rincón de las Flores växer i huvudsak städsegrön lövskog.